# Pelister
Pelister är en topp på Bababerget i Nordmakedonien, nära staden Bitola. Den är ungefär 2 600 meter hög och området är upptaget i en nationalpark.